# Володимир
Володимир (на украински: Володи́мир), известен преди като Володимир-Волински (на украински: Володи́мир-Воли́нський) от 1944 до 2021 г., е малък град, разположен във Волинска област, в северозападна Украйна. Той е административен център на Володимирски район и център на Володимирска община. Той е един от най-старите градове в Украйна и исторически център на региона Волиния; служил е като столица на Княжество Волиния и по-късно като една от столиците на Галицко-Волинско княжество. Население: 37 910 (2022).